# Anaxandros
Anaxandros (altgriechisch Ἀνάξανδρος Anáxandros, deutsch ‚Gebieter über Menschen‘, lateinisch Anaxander), der Sohn des Eurykrates, war in der griechischen Mythologie ein König von Sparta aus dem Haus der Agiaden. Er regierte über Lakonien und Messenien. Mit seiner Frau Leandris hatte er einen Sohn namens Eurykratidas.

## Zweiter Messenischer Krieg
Im vierten Jahr der 23. Olympiade (685/4 v. Chr.) revoltierten die unterworfenen Messenier. Im ausbrechenden Zweiten Messenischen Krieg hatte Aristomenes den König von Orchomenos, Aristokrates, und Pantaleon, den Feldherrn aus Pisa als Verbündete. In zwei Kämpfen unterlag Anaxandros, der Unterstützung von Zeuxidamos oder Anaxidamos, den Königen aus dem spartanischen Hause der Eurypontiden, hatte.
Erst nach 17 Jahren konnten im Jahr 668/7 v. Chr. die Spartaner den Sieg erringen und die Messenier vertreiben. Nur die Küstenstädte blieben in messenischer Hand. Unter den Frauen, die Anaxandros gefangen nach Hause führte, befand sich Kleo, die Priesterin der Thetis. Diese wählte seine Frau Leandris zu ihrer Sklavin. Sie bemerkte, dass Kleo das Kultbild der Göttin mit sich führte und ließ deshalb in Sparta ein Thetisheiligtum errichten, um darin das Holzbild aufzubewahren.
Nach Anaxandros’ Tod wurde sein Sohn Eurykratidas sein Nachfolger.